# Leontinos

Ciudades de la Magna Grecia con la ubicación de Leontinos, en la costa oriental de Sicilia.

Leontinos (Λεοντῖνοι), la actual Lentini, fue una ciudad de Sicilia entre Siracusa y Catana (Catania) a unos 12 km de la costa, cerca de un lago llamado actualmente Lago di Lentini. Leontinos es una forma gentilicia más que el nombre de la ciudad, pero fue empleado por los autores clásicos, excepto Claudio Ptolomeo que la llama Leontio (Λεόντιον) o Leontium. Estaba a orillas del río Lisos (el actual Fiume Ruina). Tenía una fortaleza principal llamada Focea. 

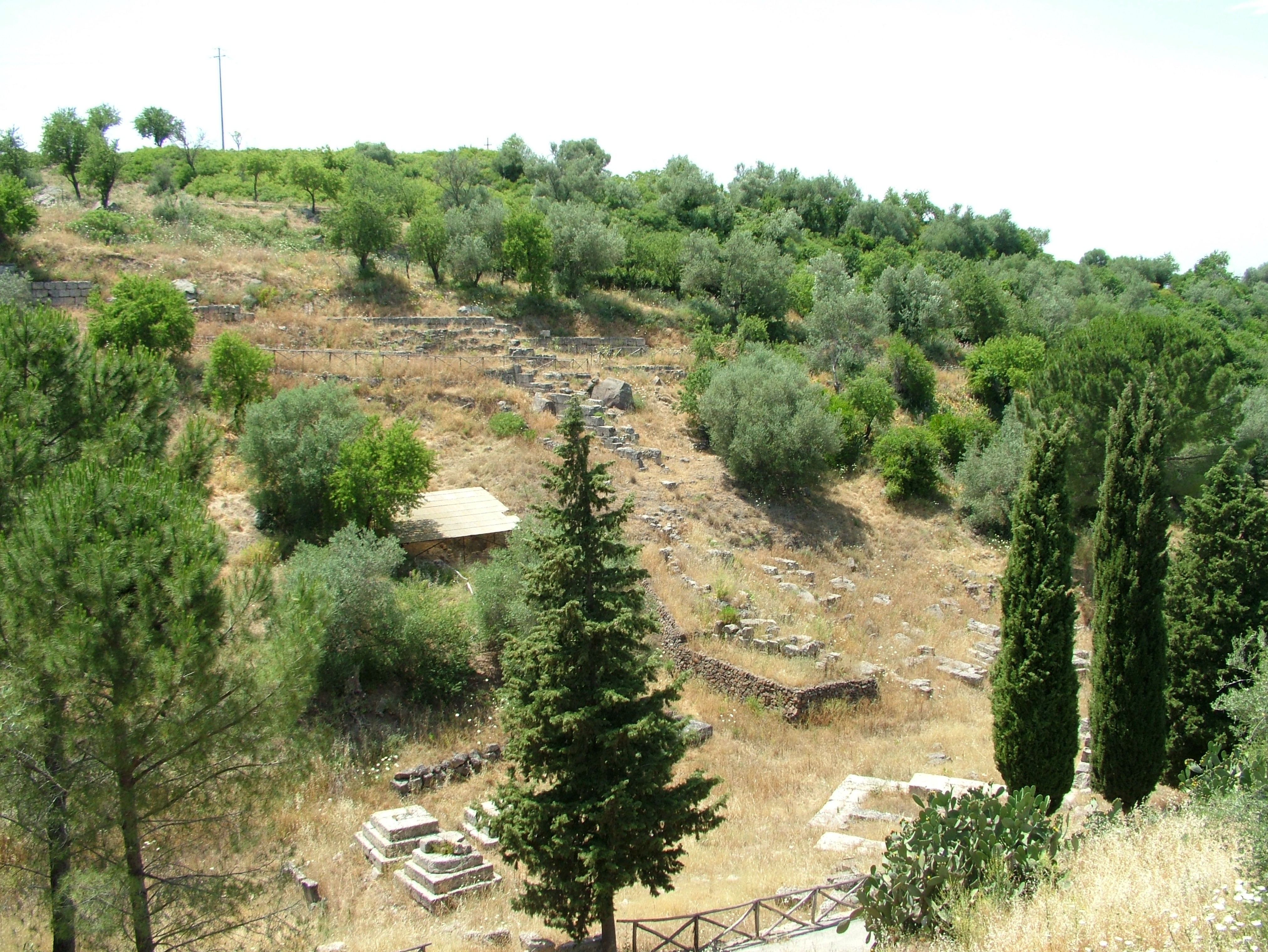
Restos arqueológicos de la antigua ciudad de Leontinos.

## Historia
Fue colonia griega fundada por colonos calcídicos dirigidos por Tucles y llegó a ser una de las principales ciudades del este de Sicilia. Probablemente las tres ciudades calcídicas de la isla, Leontinos, Naxos y Catania tenían una política común. 
El gobierno estuvo en manos de la oligarquía hasta que cayó en manos de un tirano llamado Panatios, que fue el primer tirano de la isla en 608 a. C. (según Eusebio de Cirene); después volvió a un gobierno republicano.
En 498 a. C. cayó en manos de Hipócrates de Gela, y a continuación pasó a Gelón y a su sucesor Hierón I de Siracusa (495 a. C. a 466 a. C.). Este último expulsó a los ciudadanos de Naxos y Catana de sus ciudades y los estableció en Leontinos.
Después de la expulsión de Trasíbulo de Siracusa hacia el 465 a. C., Leontinos recuperó la independencia. En 427 a. C. estalló la guerra con Siracusa y Leontinos pidió ayuda a Atenas, que envió una flota de 20 trirremes dirigidos por Laques y Caroades. Las operaciones de la flota ateniense bajo Laques y sus sucesores Pitodoro y Eurimedonte se limitaron al estrecho de Mesina. La paz general del 424 a. C. incluyó a Leontinos, y se le garantizó la independencia. 
Algunas luchas internas propiciaron la intervención de Siracusa y el derrocamiento del partido democrático logrando el poder la oligarquía (422 a. C.). Los demócratas fueron exiliados y los oligarcas siracusanos fueron adoptados como ciudadanos de Leontino y al revés, muchos oligarcas salieron de Leontino para establecerse en Siracusa, pero a los pocos meses volvieron y se aliaron con los demócratas para recuperar la independencia. Los demócratas ocuparon la fortaleza de Focea y pidieron ayuda a los atenienses, pero estos no se la proporcionaron y otra vez fueron expulsados de la ciudad (422 a. C.), que llegó a ser una dependencia de Siracusa si bien nominalmente independiente.
En 417 a. C. los leontinos y los segestanos pidieron ayuda a Atenas y la expedición ateniense a Sicilia tenía como objetivo el restablecimiento de ambas ciudades. La expedición (415-413 a. C.) fracasó.
En 406 a. C. los siracusanos permitieron a los agrigentinos, expulsados de su ciudad por los cartagineses, establecerse en Leontino, y también lo concedieron a los habitantes de Gela y a los camarinos. Aprovechando el momento, los exiliados leontinos volvieron también a su ciudad y proclamaron su independencia (405 a. C.)
Dionisio el Viejo, llamó al gobierno de Siracusa para salvar el Estado, hizo un pacto con los cartagineses, que expresamente garantizaba la independencia de Leontino. Poco después, libre Dionisio del peligro cartaginés, no tardó en incumplir el tratado y después de someter Catania y Naxos, obligó a los leontinos (que eran sus aliados) a rendir la ciudad. La población fue deportada a Siracusa (403 a. C.).
En 396 a. C., Dionisio el Viejo, para aplacar el descontento de sus mercenarios, les dio la ciudad y el territorio de Leontinos y dos mil hombres se establecieron allí. 
Leontinos fue la primera ciudad en declararse contra Dionisio el Joven y abrir sus puertas a Dión de Siracusa (hacia el 356 a. C.). En el 345 a. C., ya con Dionisio el Joven vuelto al poder pero aún en guerra civil, Hicetas o Icetas se hizo con el poder y declaró la guerra a Timoleón, que había substituido a Dionisio; hasta que Timoleón no consiguió una gran victoria sobre los cartagineses que le dejaron las manos libres, no pudo expulsar a Icetas (338 a. C.) y apoderarse de Leontinos que fue anexionada a Siracusa y sus habitantes otra vez trasladados a esta ciudad.
Antes de Agatocles se hizo independiente y durante el gobierno del tirano aparece algunas veces luchando contra ella. En 289 a. C., a su muerte, recuperó la libertad. En 278 a. C. cuando Pirro de Epiro llegó a la isla estaba gobernada desde hacía un tiempo por un tirano llamado Heráclides, que se sometió inmediatamente al rey del Epiro. En 275 a. C. volvió a pasar a Siracusa. 
Al comienzo de la primera guerra púnica, Hierón II de Siracusa hizo un tratado con Roma que le reconocía la posesión de diversas ciudades, entre ellas Leontinos (263 a. C.) Así siguió hasta la segunda guerra púnica. 
El tirano Hierónimo de Siracusa fue asesinado en Leontinos por Dinómedes (214 a. C.), y en la misma, Hipócrates de Siracusa y Epícides de Siracusa levantaron la bandera de la resistencia y la guerra contra Roma. Marcelo no tardó en apoderarse de la ciudad (214 a. C.), pero la represión ejercida provocó la revuelta contra Roma en la misma Siracusa (212 a. C.), que acabó con la conquista de la ciudad (211 a. C.).
Bajo los romanos, Leontinos fue restaurada como municipio independiente, pero entró en decadencia. Cicerón la menciona como «misera civitas atque inanis» y Estrabón también dice que se había empobrecido. Ya no fue ciudad importante bajo el Imperio y sólo la fortaleza de su posición la mantuvo sin despoblarse del todo, y se pudo recuperar en la Edad Media.
En la actual ciudad no hay ruinas romanas visibles, pero se han hecho algunas excavaciones.
Natural de la ciudad fue el famoso orador Gorgias, que en 427 a. C. encabezó la delegación de la ciudad que fue a pedir la ayuda de Atenas.